# Kingdome
Der Kingdome (voller Name: King County Multipurpose Domed Stadium) war ein Multifunktionsstadion mit einem geschlossenen Kuppeldach in der US-amerikanischen Stadt Seattle im King County, Bundesstaat Washington. Die 1976 eingeweihte Arena war Eigentum und unter Verwaltung des King County. Der Kingdome ist bis heute das einzige Stadion, in dem die All-Star-Spiele der drei großen Ligen NFL, NBA und MLB ausgetragen wurden. Zwischen 1976 und 2000 besuchten rund 73 Millionen Menschen zu Veranstaltungen das Mehrzweckstadion. Im Jahr 2000 wurde der Kingdome schließlich aufgrund von Bedenken bezüglich der Standsicherheit des Gebäudes bei Erdbeben abgerissen.

## Baubeschreibung

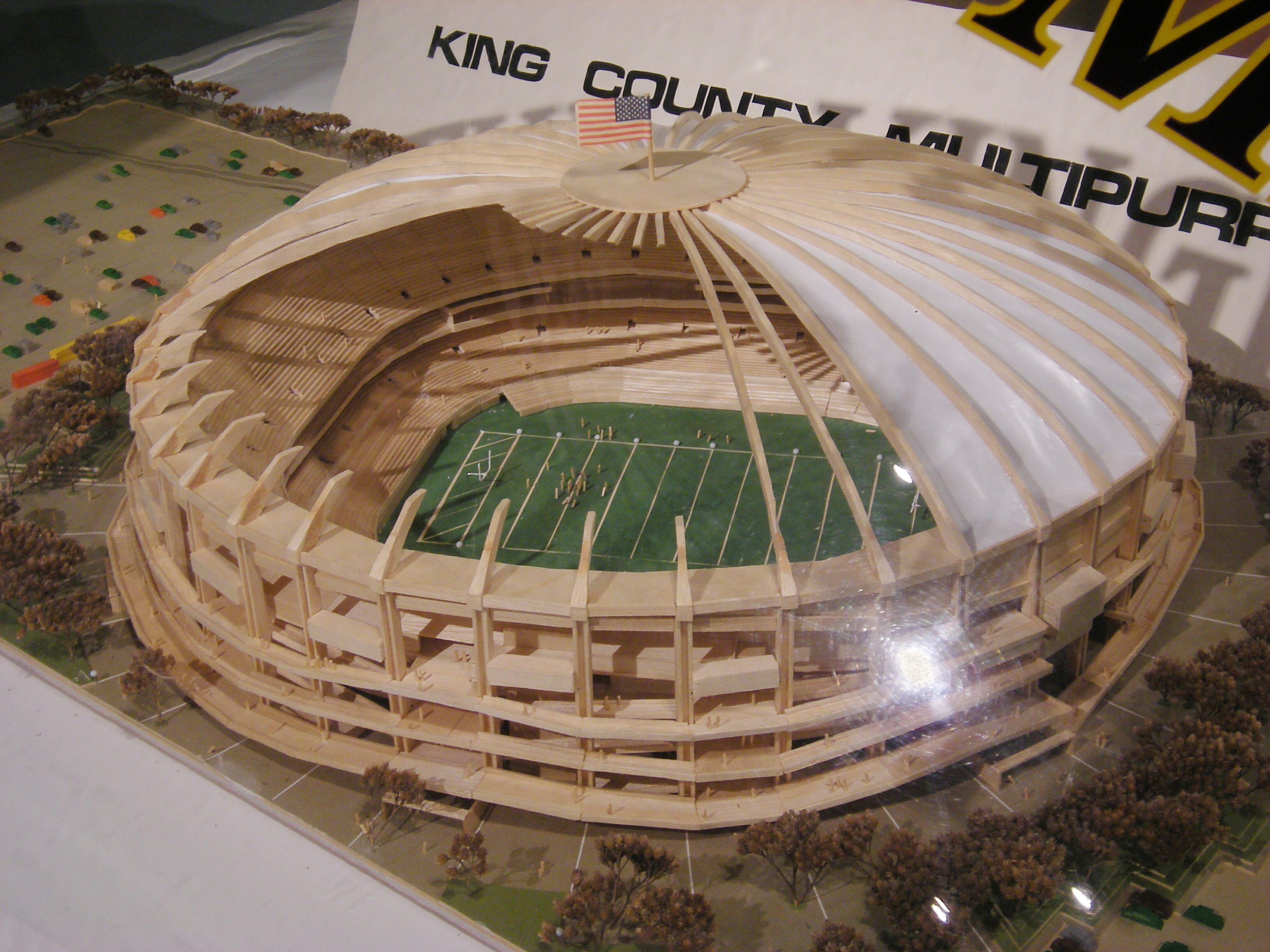
Modell des Kingdome

Das Kuppeldach hatte einen Durchmesser von 660 Fuß (201 Metern). Das Dach wurde von 40 gebogenen und radial angeordneten Stahlbetonträgern gehalten. Außen lagen diese auf einem in der Ebene der Außenwand befindlichen Zugring auf, in der Mitte der Kuppel oben über dem Spielfeld schlossen sie an einen vielleicht 30 bis 40 Meter großen Druckring an.

## Geschichte

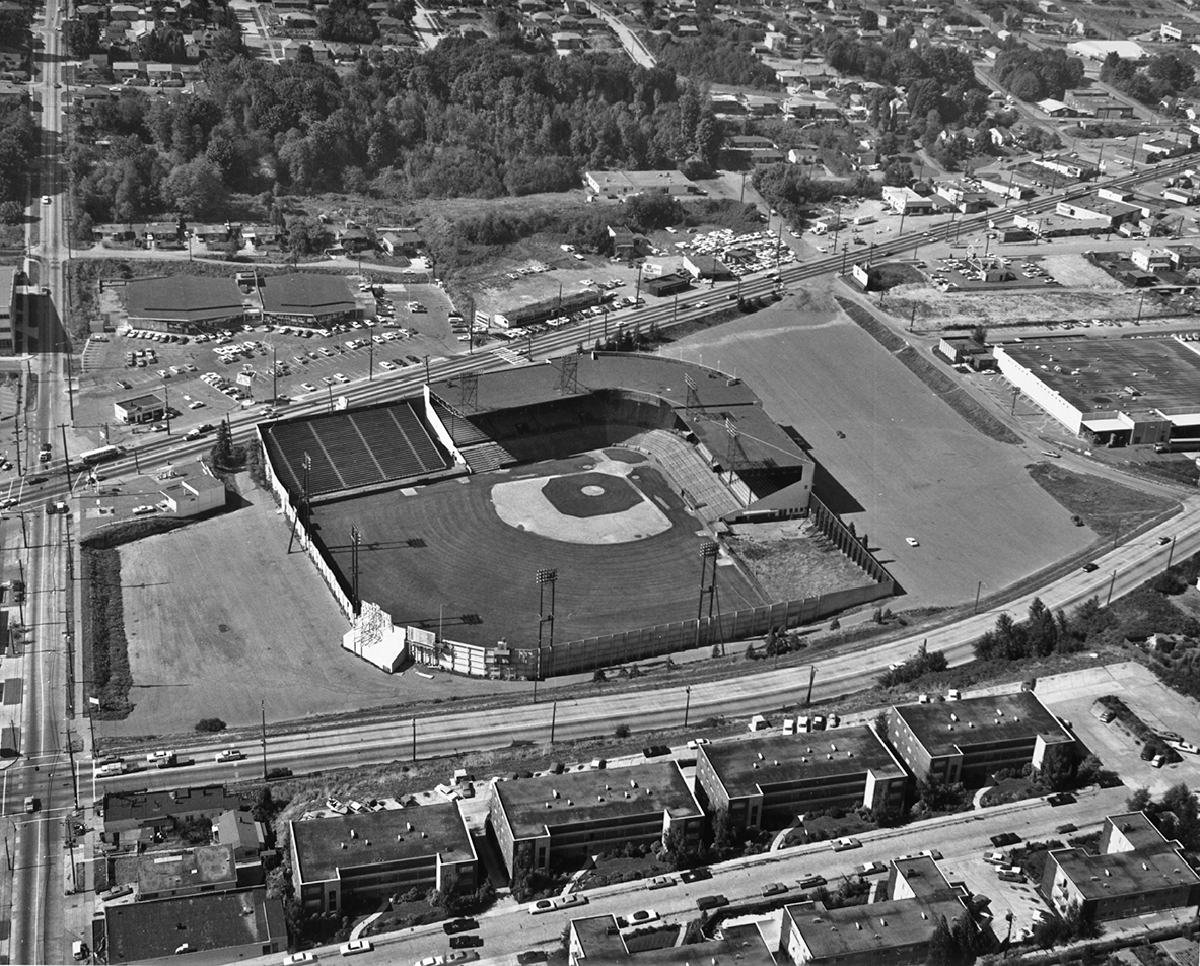
Sick's Stadium 1967

Schon früh in den 1960er Jahren zeigte Seattle Interesse, ein Standort für ein Profi-Baseballteam zu werden. Dafür begannen damals schon erste Planungen für ein Stadion mit einer Dachkuppel. Durch Diskussionen wie z. B. um Standort und Finanzierung verzögerte sich das Bauvorhaben. Ein Wechsel der Kansas City Athletics scheiterte genauso wie auch die Cleveland Indians im Gespräch waren, doch Besitzer William R. Daley entschied sich 1965 gegen Seattle. Der Hauptgrund war das Sick's Stadium. Das 1938 gebaute Baseballstadion entsprach mit seinen 11.000 Plätzen nicht den Anforderungen.
Im Jahr 1967 erhielt die Stadt einen Franchise-Vertrag für ein Expansion Team der MLB American League, das später den Namen Seattle Pilots erhielt. Die Liga machte aber klar, dass das Sick's Stadium im damaligen Zustand nicht ausreiche und als Voraussetzung für ein Profiteam ein modernes Stadion benötigt werde. Zudem müsse das Sick's Stadium bis zum Beginn der Saison 1969 auf 30.000 Plätze erweitert werden.
Daraufhin wurde zuerst das Stadion renoviert, aber durch Verzögerungen, steigende Kosten und schlechtes Wetter standen im April 1969 nur 18.000 Plätze zur Verfügung. Im Juli des Jahres waren es rund 25.000 Plätze. Aber auch die Einrichtungen des Stadions waren nur zweitklassig wie z. B. das Clubhaus. Das Rohrleitungssystem wurden nicht erweitert, was dazu führte, dass kaum Wasserdruck vorhanden war, besonders bei großen Zuschauerzahlen, und die Spieler im Hotel oder zu Hause duschen mussten. Zu den Saisonspielen kamen insgesamt rund 678.000 Zuschauer. Das machte einen Schnitt von weniger als 4.200 Zuschauern pro Spiel. Es war der Hauptgrund, weshalb die Seattle Pilots nach nur einer Saison bankrott waren und das Team 1970 nach Milwaukee als Milwaukee Brewers wechselten.
Dies gab den Ausschlag ein neues Stadion in Seattle zu errichten, obwohl man kein Major-League-Team in der Stadt hatte. Im Mai 1970 lehnte man den Standort am Seattle Center ab. Schon im Februar 1968 wurde in einer Wahl im King County dafür gestimmt, das für die Arena 40 Millionen US-Dollar an öffentlichen Geldern eingesetzt werden. Ab 1970 wurde zwei Jahre die Machbarkeit eines Stadionbaus an der King Street geprüft. Dies stieß aber auf Widerstand im Bezirk Seattle Chinatown-International District. Man fürchtete die Auswirkungen des Stadions auf die Läden und Geschäfte östlich des vorgesehenen Standortes.

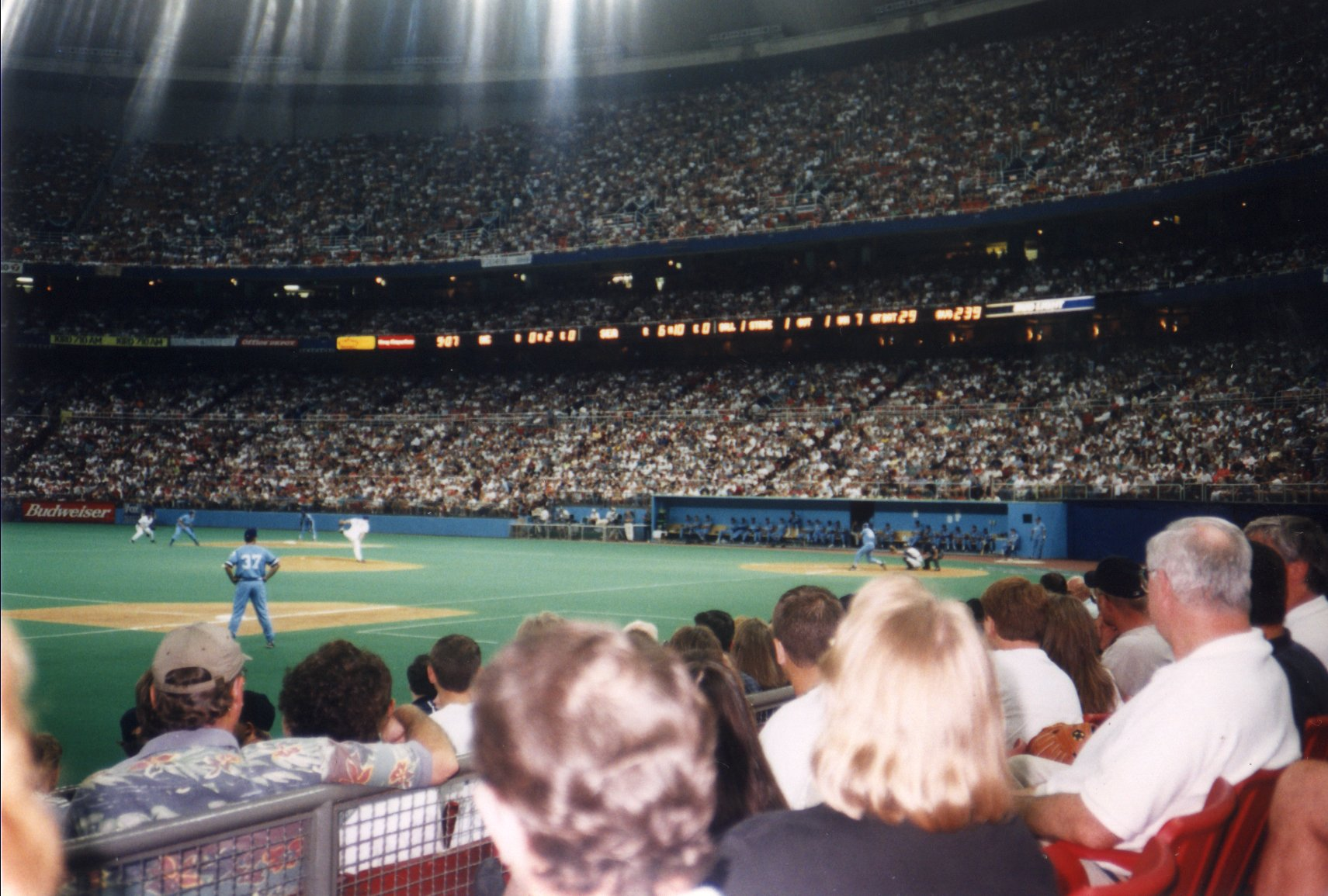
Innenraum des Kingdome

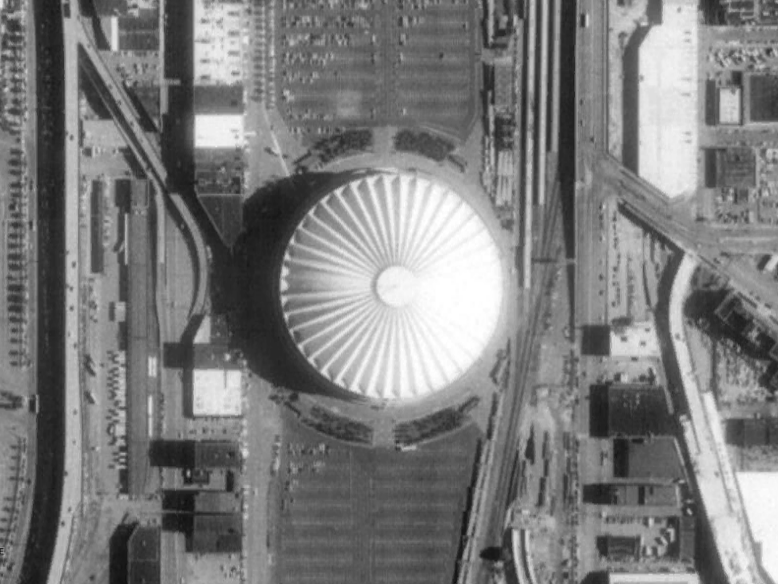
Satellitenbild des Kingdome

Trotz dessen fand am 2. November 1972 der erste Spatenstich für den Bau statt. Begleitet wurde die Feier durch Demonstranten, die mit Lautsprechern und Matschbällen die Zeremonie störten. Am 5. Dezember 1974 vergab die NFL einen Franchise-Vertrag für ein American-Football-Team in Seattle. Weitere 16 Monate dauerte es bis zur Fertigstellung und der am 27. März 1976 folgenden Eröffnung. Die Einweihung fiel zusammen mit den Feierlichkeiten zum 200. Geburtstag der Vereinigten Staaten. Vor 54.000 Zuschauern wurde eine Show mit über 6.000 Beteiligten geboten. Im ersten Jahr kamen mehr als 2.425.000 Besucher in den Kingdome. Letztendlich kostete der Stadionbau 67 Millionen US-Dollar.
Die größte Zuschauerkulisse zu einer einzelnen Veranstaltung kam am 14. Mai 1976 in den Kingdome. Der Baptistenpastor und Erweckungsprediger Billy Graham hielt vor 74.000 Zuschauern eine Massenevangelisation ab. Zu der mehrtägigen Veranstaltung vom 9. bis 16. Mai kamen insgesamt 434.100 Besucher. Die höchste Zuschauerzahl bei einem American-Football-Spiel von 62.532 Besuchern fanden sich am 14. August 1976 zur Partie der Seahawks gegen die Los Angeles Rams in der Arena ein. Trotz der problematischen Akustik mit Tonproblemen wie Echobildung und Nachhall in der weitläufigen Arena fanden in den Jahren zahlreiche Konzerte statt. Das erste Konzert gab Paul McCartney mit den Wings am 10. Juni 1976 während seiner Wings Over America Tour. Es war der erste Auftritt von McCartney in den Vereinigten Staaten seit der letzten Amerika-Tournee der Beatles 1966.
Weitere Künstler und Gruppen wie u. a. Johnny Cash, The Rolling Stones, Pink Floyd, Madonna, Level 42, Guns N’ Roses, Faith No More, U2 und vielen anderen traten in der Arena auf. Am 17. Juli machte die britische Rockband Led Zeppelin Station zu einem Konzert im Kingdome auf ihrer 11. USA-Tournee. Wenige Tage später am 27. Juli brach die Band die Tour, aufgrund des Todes von Robert Plants Sohn, ab. Es war die letzte US-Tour der Rockgruppe. Die Mehrzweckarena war am 27. Juli 1988 vorletzte Station des Monsters of Rock-Festivals. Mit dabei waren als Headliner Van Halen, dazu die Scorpions, Dokken, Metallica und Kingdom Come. Zu einem Konzert der Rolling Stones am 14. Oktober 1981 versammelten sich 69.132 Fans im Stadion. Dies war die größte Zuschauermenge bei einem Konzert im Kingdome.
In den 1990er Jahren gab es erste Stimmen die den Kingdome für die American-Football-Spiele und Baseballspiele nicht mehr zeitgemäß fanden. 1992 verkaufte Besitzer Jeff Smulyan wegen schlechter Besucherzahlen 54 % der Anteile an den Mariners an eine Gruppe um den damaligen Chef von Nintendo of Japan Hiroshi Yamauchi um das finanzielle Aus zu verhindern. Mit dem Kauf wurde auch damit begonnen, um öffentliche Gelder bei der Stadt und dem King County für ein neues, reines Baseballstadion zu werben. Im März 1994 gab Gary Locke, Landrat im King County, eine Bedarfsanalyse für ein neues Stadion in Auftrag.
Die Dachkonstruktion sorgte immer wieder für Schwierigkeiten. Schon drei Monate vor Eröffnung entdeckte man Undichtigkeiten. Die Reparaturversuche machten die Situation eher schlechter als besser. Bis zum Ende des Kingdome ließen sich die Probleme nicht beheben. Im Jahr 1983 wechselte man die Verkleidung, um das Dach zu lüften und trockenzulegen. Dies musste man aber komplett rückgängig machen. Zwei Jahre danach wurden durch anhaltendes Winterwetter die Lüftungsanlage beschädigt; daraufhin tropfte noch mehr Wasser über das Dach ins Stadion.
In den späten 1980er Jahren versuchte man die Drainage zu reparieren, um die nasse Schaumstoffisolierung des Daches zum Abtrocknen zu bringen. 1993 entschied der King County die äußere Dachverkleidung zu entfernen, um es mit einer speziellen Beschichtung zu versehen. Die Verkleidung sollte mit Sandstrahlen entfernt werden; was aber nicht funktionierte. Die Arbeiten wurden dann mit Hochdruckreinigern durchgeführt; dadurch sickerte weiteres Wasser durch das Dach ein. Am 19. Juli 1994 stürzten, 30 Minuten bevor die Besucher zu einem Mariners-Spiel gegen die Baltimore Orioles in das Stadion eingelassen werden sollten, vier je rund 12 Kilogramm schwere Deckenplatten durch Wasserschäden in den Zuschauerbereich. Insgesamt war die Kuppel mit 850 der Deckenplatten verkleidet. Für Reparaturen wurde der Kingdome vorerst geschlossen.
Demzufolge mussten die Seattle Mariners ihre letzten Spiele der MLB-Saison 1994 auswärts austragen. Die Saison endete aber früher als gedacht. Am 11. August des Jahres traten die Spieler der Baseball-Liga wegen des Salary Cap in den Streik; erst am 2. April 1995 endete nach 232 Tagen der Spielerstreik. Die Seattle Seahawks wichen zu Vorbereitungsspielen und den ersten drei NFL-Heimspielen der Saison 1994 in das Husky Stadium der University of Washington aus. Am Wochenende zwischen dem 4. und 6. November 1994 wurde der Kingdome nach den Reparaturarbeiten feierlich wiedereröffnet. Die Seahawks trafen am 10. Spieltag der NFL-Saison auf die Cincinnati Bengals. Die Heimmannschaft unterlag den Bengals mit 20:17. Insgesamt beliefen sich die Kosten der Renovierungsarbeiten auf 51 Millionen US-Dollar und zwei Arbeiter verloren durch einen Kran-Unfall ihr Leben.
Am 19. September 1995 wurde in einer Wahl die Verwendung von öffentlichen Geldern für ein neues Baseballstadion abgelehnt. Kurz danach erreichten die Mariners erstmals in ihrer Geschichte die MLB-Play-offs und kamen u. a. durch einen 3:2-Sieg über die New York Yankees in die American League Championship Series ein. Dort scheiterte man mit 4:2 an den Cleveland Indians und verpasste die World Series 1995. Das Erreichen der Play-offs zeigte, dass die Mariners in Seattle eine große Anhängerschaft haben und das Team in der Stadt verbleiben solle, nachdem über eine Verlegung nachgedacht wurde. Der Washington State Legislature, der Landtag des US-Bundesstaates Washington, genehmigte danach ein gesondertes Finanzkonzept für den Stadionbau.

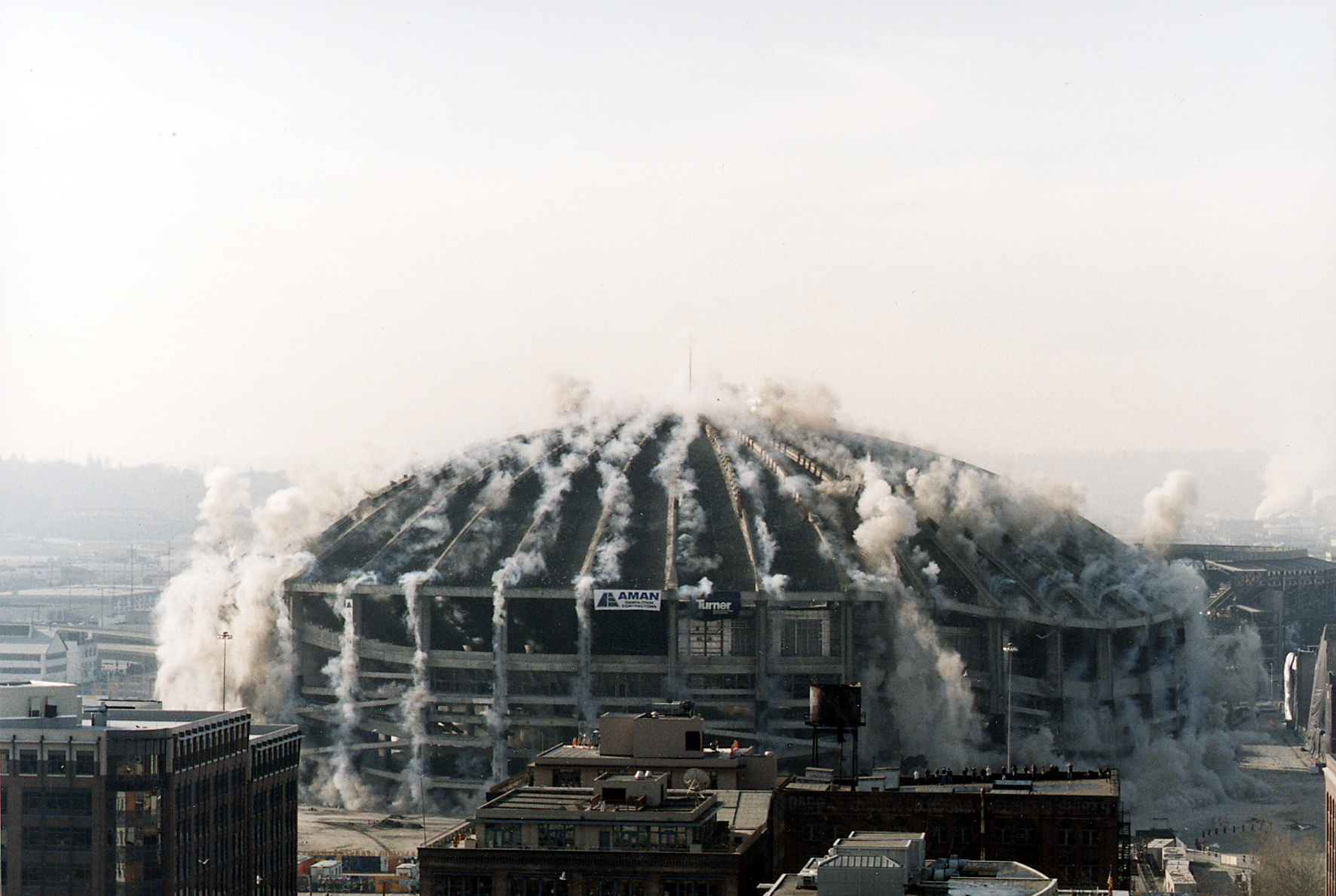
Bild der Sprengung im Jahr 2000

Im Januar 1996 kündigte Seahawks-Besitzer Ken Behring an, dass das Team nach Los Angeles in das Anaheim Stadium umziehen werde, da die dort angesiedelten Los Angeles Rams nach St. Louis, Missouri abwanderten. Der Grund für den Schritt von Behring sollten Sicherheitsbedenken wegen der Erdbebensicherheit des Kingdome sein. Die Verlegung scheiterte, da die Seattle Seahawks nicht vor 2005 aus dem Kingdome-Mietvertrag herausgekommen wären. Danach versuchte Ken Behring das Team zu verkaufen und es wurde mit dem Microsoft-Mitbegründer Paul Allen ein potenzieller Käufer gefunden. Allen war treibende Kraft für den Bau einer neuen Heimat für die Seahawks. Er finanzierte eine Abstimmung im Bundesstaat Washington über die Verwendung von öffentlichen Geldern für einen Bau eines Footballstadions am Standort des Kingdome. Eine Mehrheit sprach sich für die Finanzierung und den Bau einer neuen Heimat für die Seahawks aus. Daraufhin kaufte Paul Allen das Team und das Ende des Kingdome war besiegelt.
Einen Tag vor dem 24. Geburtstag des Stadions am 26. März 2000 fand die Sprengung des Kingdome statt. Am frühen Sonntagmorgen versammelten sich tausende Schaulustige, um sich das Ereignis anzusehen. Um 8:30 Uhr wurden die Sprengladungen gezündet, und wie geplant sackte das entkernte Gebäude in sich zusammen. Es hinterließ nach rund 17 Sekunden nur eine große Staubwolke. Es war zu der Zeit das größte Gebäude (nach Rauminhalt), das durch eine Sprengung abgerissen wurde. Nach dem Abtransport des Bauschutts startete im April der Bau des Seahawks Stadium. 97 % des Kingdome-Betons wurden beim Neubau recycelt, was 35 % des dort verwendeten Betons ausmachte.

## Sport

### American Football

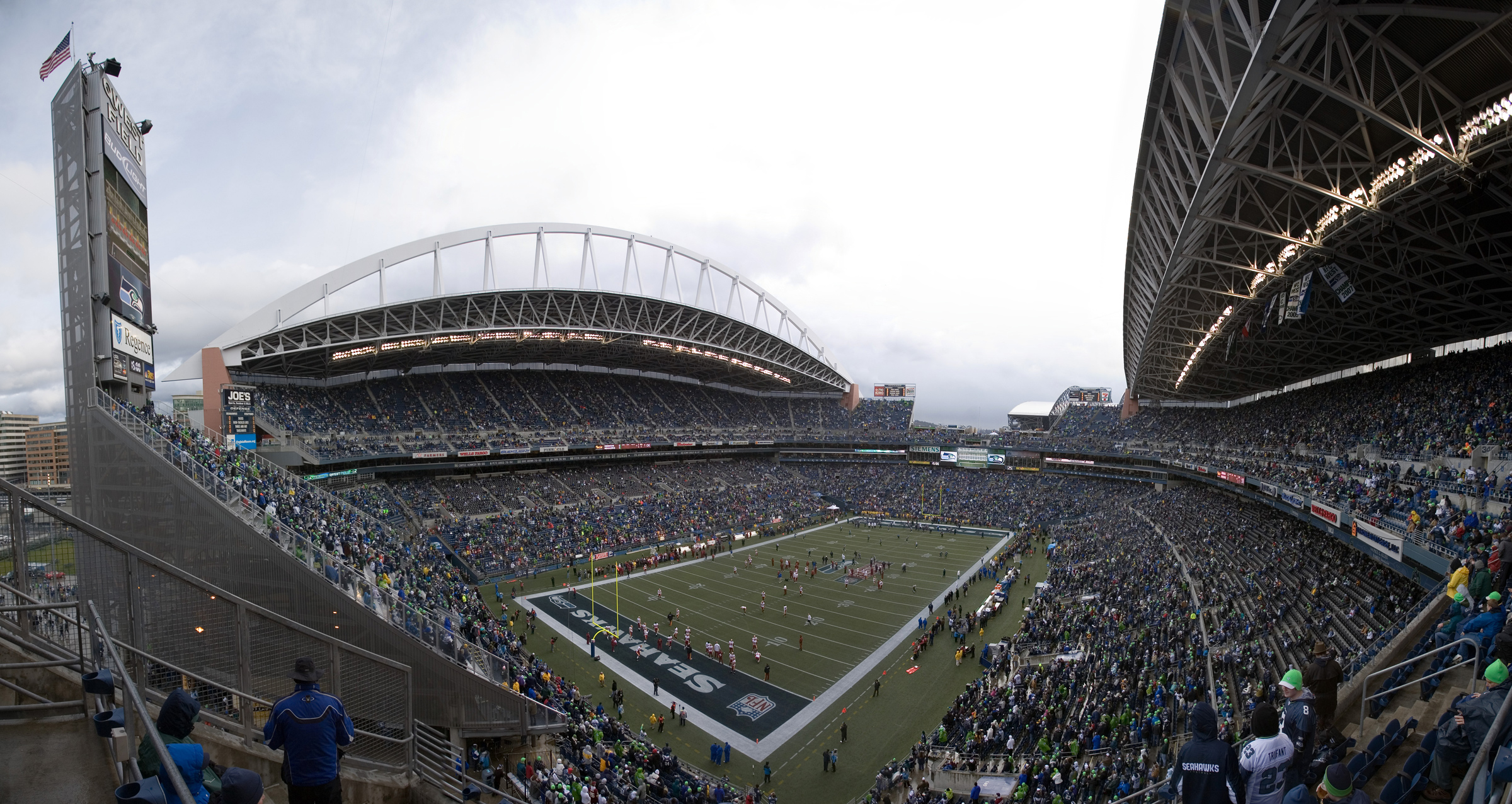
Das Lumen Field; die gegenwärtige Heimat der Seattle Seahawks (im Hintergrund ist das Dach des T-Mobile Park zu erkennen).

Als erstes Major-League-Team zogen die Seattle Seahawks der NFL 1976 in den Dome ein. Die erste Partie war ein Saison-Vorbereitungsspiel gegen die San Francisco 49ers. Aufgrund ihrer geschlossenen Betonbauweise und den Geräuschen der Lüfter war es der lauteste Spielort der Liga. Der NFL Pro Bowl fand am 17. Januar 1977 statt. Das Spiel endete mit dem 24:14-Sieg der AFC über die NFC. Zum Pro Bowl MVP wurde Mel Blount von den Pittsburgh Steelers gewählt. Von April 2000 bis Juli 2002 errichtete man am Standort des Kingdome das Seahawks Stadium (heute: Lumen Field) mit 67.000 Plätzen. Insgesamt kostete der Stadionkomplex 430 Millionen US-Dollar. Bis zur Fertigstellung spielte das Team die NFL-Saisons 2000 und 2001 wieder im Husky Stadium.

### Fußball
Ebenfalls 1976 feierte die NASL-Fußballmannschaft der Seattle Sounders Premiere in der Sportarena. Zwei Mal (1977 und 1982) erreichten sie den zweiten Platz; jeweils verloren sie den Soccer Bowl gegen die New York Cosmos mit 1:2 (1977) und 0:1 (1982). Sie blieben in der Mehrzweckarena bis zu ihrer Auflösung im Jahr 1983.

### Baseball

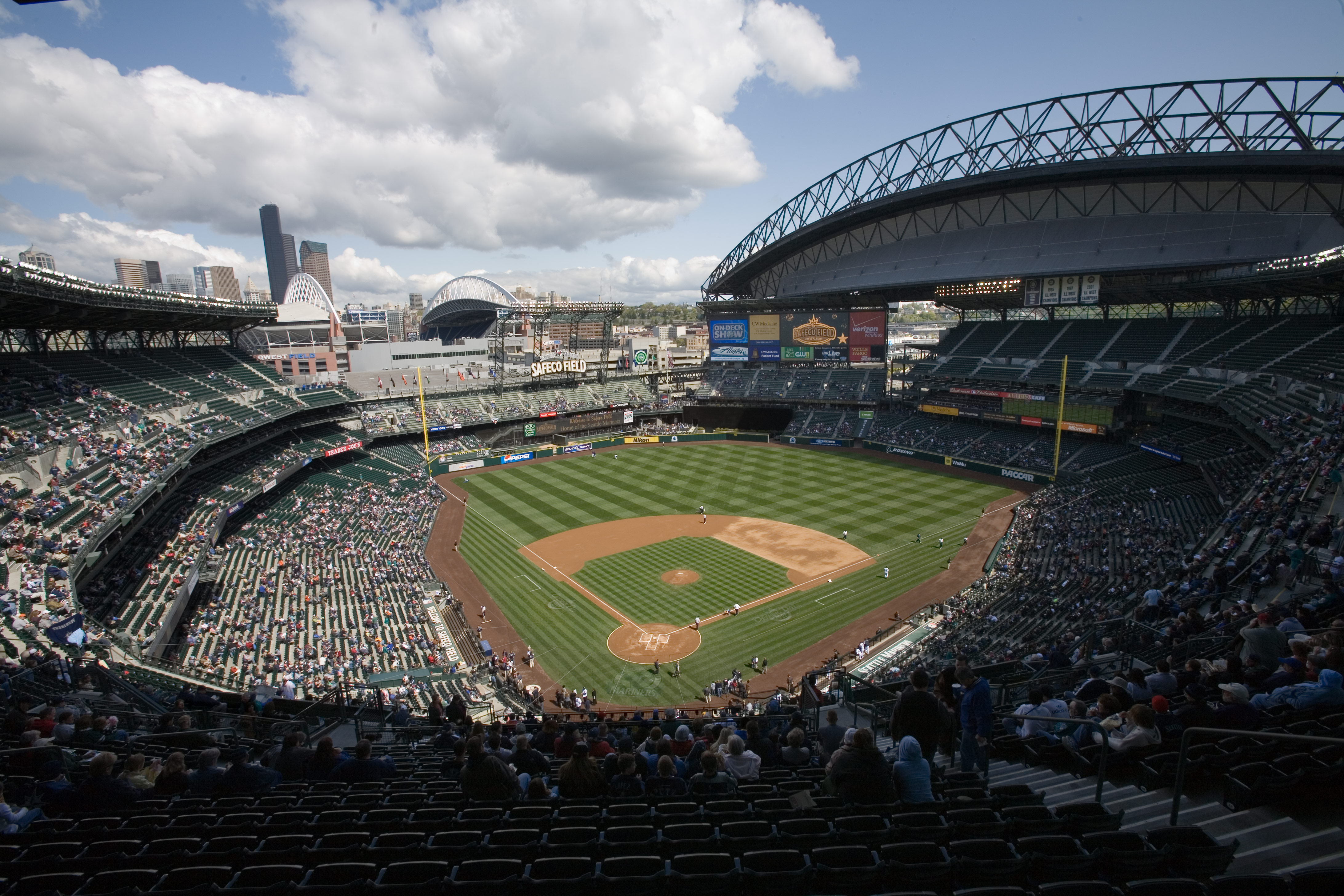
Der T-Mobile Park; die gegenwärtige Heimat der Seattle Mariners (im Hintergrund ist das Dach des CenturyLink Field zu sehen).

Kurz nachdem die Seattle Pilots nach Milwaukee verlegt wurden verklagte die Stadt Seattle, der King County und der Bundesstaat Washington die MLB American League auf Vertragsbruch. Die American League bot einen Franchise-Vertrag für ein Baseballteam, wenn im Gegenzug die Klage fallen gelassen werde. Damit kam ein neues Profi-Baseballteam der MLB nach Seattle. Die Mannschaft erhielt später den Namen Seattle Mariners und bestritt ihr erstes Heimspiel am 6. April 1977 gegen die California Angels. Im Jahr 1979 machte das MLB All-Star Game Station in der Mehrzweckarena. Die National League siegte mit 7:6 gegen die American League und Dave Parker von den Pittsburgh Pirates erhielt den Titel MVP des Spiels. Während eines Spiels der Seattle Mariners am 2. Mai 1996 gegen die Cleveland Indians erschütterte ein kleineres Erdbeben den Kingdome; worauf das Spiel abgebrochen wurde. Nach einer Überprüfung durch Ingenieure wurde die Partie am nächsten Tag fortgesetzt und endete mit einem Sieg der Indians. 1999 zog das Baseballteam in das für über 517 Millionen US-Dollar errichtete Safeco Field mit schließbarem Dach um. Zu der Zeit war es das teuerste Baseballstadion der Welt.

### Basketball
Als drittes Major-League-Team kamen 1978 die Seattle SuperSonics aus der NBA in den Kingdome. Gleich in den ersten zwei Spielzeiten erreichten die Sonics die NBA-Finalspiele. Der Gegner im Finale waren jeweils die Washington Bullets. Im Jahr 1978 bezwangen die Bullets die Sonics nach sieben Spielen mit 4:3 und Wes Unseld wurde zum NBA Finals MVP erklärt. Im darauf folgenden Jahr triumphierten die SuperSonics mit 4:1 über das Team aus der Stadt Washington. Der MVP der Finalserie wurde Dennis Johnson von den Sonics. Das Basketballteam kehrte 1985 in seine alte Spielstätte, das Seattle Center Coliseum (später: KeyArena), zurück, in dem es bereite von 1967 bis 1978 gespielt hatte. In den Jahren 1984, 1989 und 1995 war das überdachte Stadion Austragungsort der NCAA Basketball-Final-Four-Turnier der Männer. Im Finale 1984 besiegten die Georgetown Hoyas die Houston Cougars mit 84:75. Fünf Jahre später errangen die Michigan Wolverines gegen die Seton Hall Pirates knapp mit 80:79 den Sieg nach Overtime. Bei dem letzten Final Four 1995 im Kingdome behielten die UCLA Bruins mit 89:78 die Oberhand gegenüber den Arkansas Razorbacks.